# فيل (شركة)
فيل (باليابانية: 有限会社フィール، بالروماجي:  Yūgen-gaisha Fiiru) هو استوديو رسوم متحركة ياباني، تأسيس في 26 ديسمبر عام 2002، من قبل موظفين سابقين في إستديو بيرو متخصصين في إنتاج الأنمي،  ويقع مقره كوغاني، طوكيو.

## أعمال الاستوديو

### مسلسلات أنمي تلفزيونية
- فورتن آرتيريال (2010)
- مينامي-كي (2013)
- كوميديا رومانسية شبابي خاطئة كما توقعت. (2015)
- داغاشيكاشي (2016)
- مشكلة في نادي الفن (2016)
- جميلة مثل القمر (2017)

### أوفا أنمي
- فورتن آرتيريال (2011)
- كوميديا رومانسية شبابي خاطئة كما توقعت. (2016)

## وصلات خارجية
الموقع الرسمي
فيل على موقع ANN company (الإنجليزية)